# Ellisia nyctelea
Ellisia es un género monotípico de plantas con flores perteneciente a la familia Boraginaceae. Su única especie: Ellisia nyctelea, es originaria de Estados Unidos.

## Taxonomía
Ellisia nyctelea fue descrita por   Carlos Linneo y publicado en Species Plantarum, Editio Secunda 2: 1662. 1763.
Sinonimia
- Ellisia ambigua Nutt.
- Ellisia nyctelea var. coloradensis Brand
- Ipomoea nyctelea L. basónimo
- Nyctelea americana Moldenke
- Polemonium nyctelea L.